# Аризонска мечта
Аризонска мечта (на английски: Arizona Dream) е романтична комедийна драма от 1993 година, режисирана от Емир Кустурица с участието на Джони Деп, Джери Люис, Винсънт Гало и Фей Дънауей. Това е първият англоезичен филм на Кустурица. Музиката към него става изключително популярна. Композирана е от Горан Брегович, като голяма част от вокалните партии се изпълняват от известния американски рок музикант Иги Поп.

## Сюжет
Историята ни въвлича в поднесен с доза сюрреализъм свят на мечти и носталгия, великолепно пресъздаден с помощта на впечатляващия актьорски екип.

## В ролите
| Актьор           | Роля                         |
| ---------------- | ---------------------------- |
| Джони Деп        | Аксел                        |
| Джери Люис       | Лио Суийди                   |
| Винсънт Гало     | Пол Лежер                    |
| Фей Дънауей      | Елън                         |
| Лили Тейлър      | Грейс                        |
| Полина Поризкова | Мили                         |
| Майкъл Полард    | Фабиан (клиент в автосалона) |
| Кендис Мейсън    | Бланш                        |
| Алексия Рейн     | Ейнджи                       |

## Награди и Номинации
| Награди                 | Награди                     | Награди        | Награди                  |
| Награда                 | Категория                   | Име            | Резултат                 |
| ----------------------- | --------------------------- | -------------- | ------------------------ |
| Филмов фестивал Берлин  | Специална награда на журито | Емир Кустурица | награда „Сребърна мечка“ |
| Филмов фестивал Варшава | Награда на публиката        | Емир Кустурица | награда                  |